# Сиворакша абісинська
Сиворакша абісинська (Coracias abyssinicus) — вид сиворакшоподібних птахів родини сиворакшових (Coraciidae).

## Поширення
Вид поширений в напівпустельній і степовій Субсахарській Африці, в регіоні, що відомий під назвою Сахель та на заході Аравійського півострова. Залітні птахи спостерігалися в Північній Африці та на Канарах.

## Опис
Птах завдовжки 28-31 см, вагою 100—140 г. Голова, шия, груди, черево та частина крил синього кольору. Від дзьоба через око проходить чорна смуга. Лоб та підборіддя світлі. Спина та частина крил коричневого кольору. На хвості є два довгих кермових пера чорного кольору.

## Спосіб життя
Сиворакша абісинська мешкає у сухих саванах. Трапляється поодинці, парами або зграями до 20 птахів. Полює на комах та дрібних хребетних. Сезон розмноження триває з лютого по липень. Гніздо облаштовує в дуплах дерев, термітниках, покинутих будинках. У гнізді 2-6 яєць.